# Ткачик короткохвостий
Тка́чик короткохвостий (Brachycope anomala) — вид горобцеподібних птахів родини ткачикових (Ploceidae). Мешкає в Центральній Африці. Це єдиний представник монотипового роду Короткохвостий ткачик (Brachycope).

## Поширення і екологія
Короткохвості ткачики мешкають на берегах річки Конго та деяких її приток в ДР Конго, Республіці Конго, Камеруні і ЦАР. Вони живуть в заростях на берегах річок і в садах.